# Іден (Техас)
Іден (англ. Eden) — місто (англ. city) в США, в окрузі Кончо штату Техас. Населення — 1100 осіб (2020).

## Географія
Іден розташований за координатами 31°12′58″ пн. ш. 99°50′38″ зх. д. / 31.21611° пн. ш. 99.84389° зх. д. (31.216246, -99.843965).  За даними Бюро перепису населення США в 2010 році місто мало площу 6,16 км², уся площа — суходіл.

## Демографія
Згідно з переписом 2010 року, у місті мешкало 2766 осіб у 472 домогосподарствах у складі 321 родини. Густота населення становила 449 осіб/км².  Було 581 помешкання (94/км²).
Расовий склад населення:
| - 85,9 % — білих - 2,7 % — чорних або афроамериканців - 0,4 % — азіатів - 0,3 % — корінних американців - 0,2 % — вихідців з тихоокеанських островів - 8,5 % — осіб інших рас |

До двох чи більше рас належало 2,1 %. Частка іспаномовних становила 68,5 % від усіх жителів.
За віковим діапазоном населення розподілялося таким чином: 11,6 % — особи молодші 18 років, 80,3 % — особи у віці 18—64 років, 8,1 % — особи у віці 65 років та старші. Медіана віку мешканця становила 38,9 року. На 100 осіб жіночої статі у місті припадало 320,4 чоловіків;  на 100 жінок у віці від 18 років та старших — 402,9 чоловіків також старших 18 років.
Середній дохід на одне домашнє господарство  становив 50 750 доларів США (медіана — 40 817), а середній дохід на одну сім'ю — 63 330 доларів (медіана — 48 333). За межею бідності перебувало 4,2 % осіб, у тому числі 3,7 % дітей у віці до 18 років та 0,0 % осіб у віці 65 років та старших.
Цивільне працевлаштоване населення становило 419 осіб. Основні галузі зайнятості: публічна адміністрація — 27,9 %, освіта, охорона здоров'я та соціальна допомога — 24,1 %, будівництво — 17,2 %.